# Draba stenoloba
Draba stenoloba är en korsblommig växtart som beskrevs av Carl Friedrich von Ledebour. Draba stenoloba ingår i släktet drabor, och familjen korsblommiga växter. Inga underarter finns listade i Catalogue of Life.

## Bildgalleri

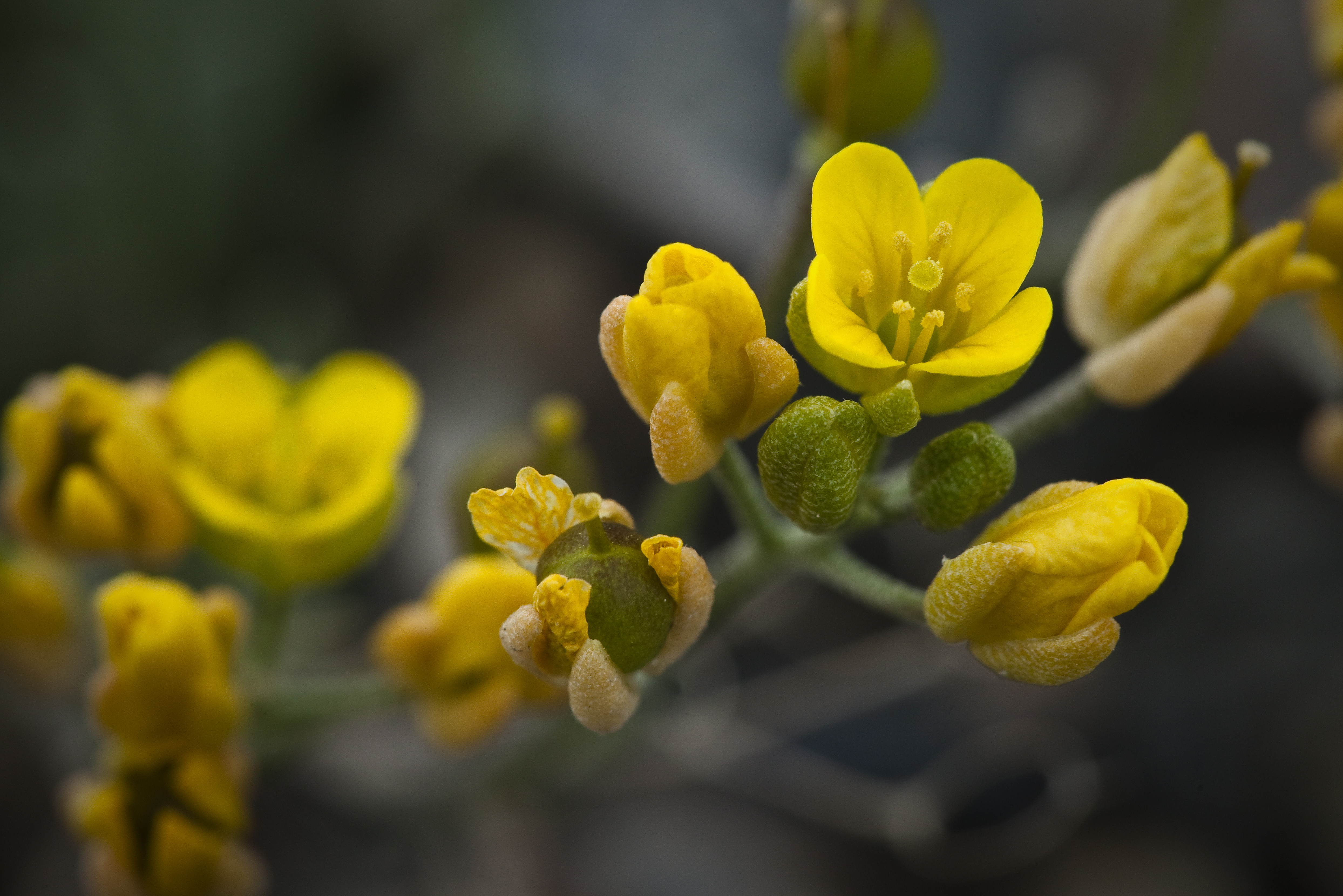